# Jawa 500 OHC
Jawa 500 OHC typ 15 – motocykl firmy Jawa. 
W 1950 r. rozpoczęły się przygotowania do produkcji motocykla o pojemności 500 ccm. Seryjna produkcja motocykla JAWA 500 OHC typ 15/00 rozpoczęła się dwa lata później w 1952 r. 
Czterosuwowy, dwucylindrowy silnik chłodzony powietrzem posiadał wałek rozrządu umieszczony w głowicy napędzany przekładnią ślimakową. Pojemność wynosiła 488 ccm, średnica cylindra 65 mm, skok tłoka 73.60 mm. Silnik osiągał moc 26 HP przy 5500 RPM. Z silnikiem współpracował pojedynczy gaźnik typu JIKOV2924HZ. Skrzynia biegów posiadała 4 przełożenia. Półautomatyczne, 6 tarczowe sprzęgło pracowało w kąpieli olejowej. Sprzęgło wyłączane było przez naciśnięcie dźwigni zmiany biegów lub dźwigni przy kierownicy. Instalacja zapłonowa składająca się z  magneta marki Lucas została z czasem zastąpiona instalacją PAL składającą się z cewek zapłonowych, akumulatora 6V 14Ah i prądnicy 6V 60W. Instalacja zapłonowa posiadała automatyczne przyspieszanie zapłonu w zakresie 20° ~ 40°.
Trudne doświadczenia z napędem wałka rozrządu przekładnią ślimakową zadecydowały o wprowadzeniu zmodernizowanego typu motocykla 15/01. Typ 15/01 posiadał skonstruowany od nowa napęd wałka rozrządu za pomocą przekładni stożkowej z zazębieniem typu Gleason. System smarowania składał się z pompy i oddzielnego zbiornika oleju o pojemności 4,5 l – był to układ z tzw. suchą miską olejową. Konstrukcja ramy motocykla wywodziła się z modelu Jawa 250 Perak, była odpowiednio wzmocniona i przystosowana do zamocowania kosza. Przednie zawieszenie typu teleskopowego z amortyzatorami olejowymi, tylne zawieszenie typu suwakowego. Zbiornik paliwa o pojemności 16 l zawierał stacyjkę z amperomierzem i wskaźnikiem biegu jałowego. Zbiornik paliwa podobnie jak i siodło konstrukcyjnie wywodziły się z Jawy 250 Perak. Rozmiar ogumienia wynosił: przód 3.25 × 19 oraz tył 3.50 × 19. Masa motocykla wynosiła 156 kg, maksymalna prędkość 135 km/h, przeciętne zużycie paliwa 4 l/100 km.
Od początku 1953 r. wprowadzona ponownie zmodernizowany model 15/02. Motocykl otrzymał koła pełnobębnowe o średnicy 200 mm. 
Od 1956r. wprowadzono kanapę w miejsce siodła. Moc silnika została zwiększona do 28HP. Maksymalna prędkość wynosiła 147 km/h, masa motocykla wzrosła do 174 kg.
Produkcja modelu JAWA 500 OHC została zakończona w 1958 r. Model 500 ccm. z miękkim zawieszeniem tyłu nie wszedł do produkcji.